# ورقة نمط (تطوير الويب)
ورقة نمط (Style sheet) أسلوب صحائف ويب هي شكل من أشكال الفصل بين الشكل والمضمون لتصميم مواقع تصميم الوب الإنترنت التي بالترميزية لغة رقم مثال (اللغة المستعملة في بناء وثائق النّصّ المتشعّب أو المتصفّحات وتسمى الويب" HTML" لغة رقم النص الفائق أو لغة رقم النص الفائق القابلة للتمديد الأقسام المختلفة) من صفحة ويب يحتوي على محتوى الصفحة الدلالات وهيكلها، ولكن لا يعرف عن التخطيط المرئي (النمط). بدلا من ذلك، هو نمط من أنماط المعرفة في ملف خارجي باستخدام لغة ورقة الأنماط مثل "CSS" صفحات الطرز المتراصة أو XSL. هذا التصميم هو التعرف على «فصل» لأنه إلى حد كبير محل المنهجية التي سابقة في صفحة والترميزية تعريف كل من النمط والهيكل.
الفلسفة الكامنة وراء هذه المنهجية هي في حالة محددة لفصل من الشواغل.

## الفوائد
الفصل بين الشكل والمضمون له فوائد عديدة، ولكن قد لا تصبح العملية في السنوات الأخيرة نتيجة للتحسينات في مستعرض الويب (متصفح وب) شعبية ق تنفيذ "CSS".

### السرعة
عموما، للمستخدمين تجربة موقع بالاستفادة من أوراق الأنماط عموما سيكون أسرع من المواقع التي لا تستخدم هذه التكنولوجيا. عموما، كما في الصفحة الأولى من المحتمل تحميل أكثر ببطء—لأن ورقة الأسلوب والمضمون سوف تحتاج إلى نقلها. الصفحات اللاحقة سيتم تحميل أسرع لأنه ليس لديه معلومات على غرار سوف تحتاج إلى تحميلها—الملف"CSS" بالفعل سوف يكون في المتصفح مخبأ.

### الصيانة
تحمل كل أساليب العرض في ملف واحد يخفف كثيرا من الوقت وصيانة ويقلل من احتمال الأخطاء البشرية، وبالتالي تحسين الاتساق العرض. على سبيل المثال، لون الخط المرتبطة مع نوع من النص قد يكون العنصر المحدد—وبالتالي تعديلها بسهولة—طوال كامل الموقع ببساطة عن طريق تغيير واحد جملة قصيرة من الحروف في ملف واحد. نهج بديل، باستخدام أساليب راسخة في كل صفحة على حدة، ويتطلب ثقل كما هي مرهقة وتستغرق وقتا طويلا، وعرضة للخطأ تحرير كل ملف.

### سهولة الدخول والوصول
المواقع التي تستخدم إما "CSS" مع الأقسام المختلفة أو"HTML"اللغة المستعملة في بناء وثائق النّصّ المتشعّب أو المتصفّحات وتسمى الويب أسهل أن يعدل بحيث تظهر للغاية مماثلة في مختلف المتصفحات إنترنت إكسبلورر (متصفح الويب، مجموعة برامج تعمل على الإنترنت وتحتوي على متصفّح وقاريء رسائل إلكترونيّة، أوبرا، سفاري، الخ).
المواقع باستخدام المغلقCSS" "يحط بأمان" في المتصفحات غير قادر على عرض محتوى رسومية، مثل "Lynx"الوشق، أو حتى تلك القديمة جدا التي لا يمكن استخدام المغلق"CSS". المستعرضات تتجاهل المغلق"CSS" أنهم لا يفهمون، مثل المغلق"CSS" 3 بيانات. هذا يتيح طائفة واسعة من وكيل المستخدم ليالي لتكون قادرة على الوصول إلى المحتوى من موقع حتى لو انهم لا يستطيعون تقديم أنماط أو ليست مصممة مع القدرة الرسومية في الاعتبار. على سبيل المثال، من شأنه أن متصفح عرض للتحديث باستخدام طريقة برايل للإخراج يمكن تجاهل المعلومات تخطيط تماما، ودليل لا تزال لديها إمكانية الوصول إلى جميع محتويات الصفحة.

### التخصيص
إذا كان نسق الصفحة جميع المعلومات المخزنة في الخارج، يمكن للمستخدم أن تقرر تعطيل المعلومات وتخطيط تماما، وترك محتوى الموقع بدون تصميملا يزال في شكل مقروء. كتاب الموقع ويمكن أيضا تقديم أوراق أنماط متعددة، والتي يمكن استخدامها لتغيير مظهر تماما من الموقع دون تغيير أي من محتوياته.
معظم متصفحات الويب الحديثة كما تسمح للمستخدم تحديد أهدافها والأنماط الخاصة، التي يمكن أن تشمل القواعد التي تجاوز مقدم البلاغ قواعد تخطيط. هذا يسمح للمستخدمين، على سبيل المثال، لتركيز ارتباط كل وصلة فائقة"hyperlink " على كل صفحة التي يزورونها.

### الاتساق
وذلك لأن الملف يحتوي فقط على الدلالات والمعاني كاتب ينوي أن ينقل، تحت غطاء من العناصر المختلفة للمحتوى وثيقة جدا متناسقة. على سبيل المثال، العناوين، والتأكيد على النص، والقوائم وجميع العبارات الرياضية تتلقى باستمرار تطبيق خصائص النمط من أنماط خارجية. الكتاب ليس من الضروري الاهتمام أنفسهم مع خصائص النمط في ذلك الوقت من تكوينها. هذه التفاصيل يمكن أن العرض يمكن تأجيلها حتى لحظة العرض.

### التطابق
تأجيل تفاصيل العرض حتى وقت العرض يعني أن وثيقة يمكن بسهولة إعادة مقصود لمختلف تماما مع العرض المتوسطة مجرد تطبيق أنماط جديدة أعدت بالفعل لهذه الوسيلة الجديدة، وبما يتفق مع المفردات الأولي أو الهيكلي للالدلالية الوثيقة. يمكن الحصول على الوثيقة بعناية تأليف لصفحة ويب بسهولة يمكن طباعتها على الثابت حجم الالتزام الكامل مع الرؤوس والتذييلات، أرقام الصفحات وجدول المحتويات ولدت ببساطة عن طريق تطبيق أنماط جديدة.

## عيوب العملية اليوم
مواصفات حاليا (على سبيل المثال، الأقسام المختلفة، XSL، المغلق"CSS") وأدوات البرمجيات تنفيذ هذه المواصفات لا يصلون إلا في المراحل الأولى من النضج. لذلك هناك بعض المسائل العملية التي تواجه الكتاب الذين يسعون إلى تبني هذا الأسلوب من فصل المضمون والأسلوب.

### تصميمات مركبة
واحدة من المشاكل العملية هو عدم وجود الدعم المناسب لغات النمط في المتصفحات الرئيسية. الشبكة النموذجية تخطيطات الصفحة الدعوة لبعض العرض الجدولي للالأجزاء الرئيسية من الصفحة مثل أعمدة قائمة التنقل والحانات، رأس علامات الملاحة، وهلم جرا. ومع ذلك، دعم ناقص لالمغلق"CSS" وXSL في مستعرضات القوى الرئيسية من الكتاب لرمز هذه الجداول ضمن محتوياتها بدلا من تطبيق نمط جدولي إلى المحتوى من أنماط المرافق له.

### ضيقة دون اعتماد أدوات تحويل وتوليد
في حين أن مواصفات النمط نهائية تماما وزالت في مرحلة الانتهاء، وأدوات البرمجيات كانت بطيئة في التكيف. معظم الأدوات الرئيسية للتنمية على شبكة الإنترنت لا تزال تحتضن عرضا طراز مختلط المحتوى. لذلك من الكتاب والمصممين يبحث عن واجهة المستخدم الرسومية الأدوات المستندة على عملهم تجد صعوبة في اتباع الأسلوب الشبكة الدلالية. بالإضافة إلى أدوات واجهة المستخدم الرسومية، وتقاسم مستودعات للمعدات الشكل معمم على الارجح مساعدات اعتماد هذه الأساليب.

## الموارد الخارجية
- ببساطة جافا سكريبت: ثلاث طبقات للويب Simply JavaScript: The Three Layers of the WebCSS Zen Garden
- المغلق"CSS" حديقة زن: موقع التحديات التي المصممين لإنشاء تخطيطات صفحة جديدة من دون لمس مصدر الأقسام المختلفة. ويشمل العشرات من تخطيطات. المصدر المغلق"CSS" يمكن أن ينظر إليه على كل تخطيط.
- كشفت—لدينا هتمل والمغلق"CSS" رموز—cameraontheroad.com : يعطي أمثلة عملية على المغلق من مزايا الموقع التي انتقلت من الأساليب جزءا لا يتجزأ من عرض لأوراق الأنماط. ويشمل وصلات إلى الموارد المغلق"CSS".
- Brugbart : موقع عقد دروس ومراجع يستند إلى المغلق، وتخطيطات القياسية المتوافقة.
- SLIRK : ألف المغلق الجديدة / جافا سكريبت موقع تخطيط النهج.
- القوائم الحرة المغلق : موقع على الإنترنت باستخدام تقنيات متقدمة في المغلق. القوائم والأزرار والرسوم المتحركة المتغيرة. على خلاف المواقع الأخرى التي تعرض المغلق المغلق تصميم، وهذا واحد يتيح للمستخدمين تحميل فقط عن أي نوع من الإبداع المغلق. وهناك أيضا على الإنترنت المغلق القائمة الخالق، مما يسمح للمستخدمين لإنشاء verticle أو الأفقي القوائم المغلق دون برمجة أي رمز، وهي كلها W3C.